# Káto Goúves
Káto Goúves, en grec moderne : Κάτω Γούβες, est un village du dème de Chersónissos, dans le district régional de Héraklion, de la Crète, en Grèce. Selon le recensement de 2011, la population de Káto Goúves compte 2 153 habitants. Il est situé à une altitude de 100 m et à une distance de 20,1 km de Héraklion.